# Voloshinoides
Voloshinoides es un género de foraminífero bentónico de la subfamilia Pernerininae, de la familia Ataxophragmiidae, de la superfamilia Ataxophragmioidea, del suborden Ataxophragmiina y del orden Loftusiida. Su especie tipo es Arenobulimina labirynthica. Su rango cronoestratigráfico abarca desde el Albiense (Cretácico inferior) hasta el Maastrichtiense (Cretácico superior).

## Discusión
Clasificaciones previas incluían Voloshinoides en el suborden Textulariina del orden Textulariida o en el orden Lituolida.

## Clasificación
Voloshinoides incluye a las siguientes especies:
- Voloshinoides advena
  - Voloshinoides advena praeadvena
- Voloshinoides bulletta
- Voloshinoides labirynthica
- Voloshinoides murgensis
- Voloshinoides postchapmani
  - Voloshinoides postchapmani praecursor
- Voloshinoides voloshinae
  - Voloshinoides voloshinae praevoloshinae